# Alfred Srp
Alfred Srp (né le 4 novembre 1927 à Vienne, mort le 24 avril 1987 à Berlin) est un monteur autrichien.

## Biographie
Après sa formation et son travail sur des courts-métrages, Srp devient monteur chef et se fait un nom avec la trilogie Sissi. Par la suite, il participe à de grandes productions allemandes et internationales.

## Filmographie
- 1955 : Mam'zelle Cri-Cri
- 1955 : Sissi
- 1956 : Bal à l'Opéra
- 1956 : Sissi impératrice
- 1957 : Vacances au Tyrol
- 1957 : Sissi face à son destin
- 1958 : Der veruntreute Himmel
- 1958 : La Maison des trois jeunes filles
- 1960 : The Magnificent Rebel
- 1962 : Presque des anges
- 1963 : Le Grand Retour
- 1963 : Le Grand Jeu de l'amour (Das große Liebesspiel) d'Alfred Weidenmann
- 1964 : Les Cavaliers rouges
- 1964 : Tre per una rapina
- 1964 : Les Rayons de la mort du Dr. Mabuse
- 1964 : Fanny Hill (en)
- 1965 : Jerry Cotton contre les gangs de Manhattan (de)
- 1966 : Razzia au F.B.I.
- 1966 : Un cercueil de diamants
- 1966 : Les Corrompus
- 1966 : Énigme à Central Park (de)
- 1967 : Heißer Sand auf Sylt
- 1968 : Tuvia Vesheva Benotav
- 1968 : Pour la conquête de Rome I (Kampf um Rom I - La calata dei Barbari) de Robert Siodmak
- 1969 : Pour la conquête de Rome II (Kampf um Rom II - Der Verrat) de Robert Siodmak
- 1969 : La Mort sonne toujours deux fois
- 1970 : Ohrfeigen
- 1970 : Comme il est court le temps d'aimer
- 1970 : Gebissen wird nur nachts - Das Happening der Vampire
- 1971 : La Morte de la Tamise
- 1971 : Hurra, wir sind mal wieder Junggesellen!
- 1971 : Bleib sauber, Liebling (de)
- 1971 : Les Aventures intimes des hommes mariés
- 1971 : Unser Willi ist der Beste
- 1971 : Willi wird das Kind schon schaukeln
- 1971 : Viola und Sebastian
- 1972 : Hauptsache Ferien (de)
- 1972 : Escape to the Sun
- 1972 : Grün ist die Heide
- 1974 : Schwarzwaldfahrt aus Liebeskummer
- 1974 : Deux ans de vacances (Série TV)
- 1977 : Reise ins Jenseits - Die Welt des Übernatürlichen
- 1977 : Slavers
- 1978 : C'est mon gigolo
- 1979 : Ekstase - Der Prozeß gegen die Satansmädchen
- 1982 : Dance of the Cookoos
- 1983 : Un amour assassin
- 1984 : Chinese Boxes
- 1986 : Killing Cars